# Johann Friedrich Naumann
Johann Friedrich Naumann (14 februari 1780 in Prosigk in Hertogdom Anhalt-Köthen -  15 augustus 1857, aldaar) was een Duitse ornitholoog die geldt als de oprichter van de Midden-Europese vogelkunde.

## Biografie
Johann Friedrich Naumann werd geboren als eerste kind van drie zonen van Johann Andreas Naumann, een landbouwer en eigenaar van een landgoed die ook een grote belangstelling voor vogels had. Toen hij negen jaar oud was, kon hij al heel verdienstelijk vogels tekenen. Als kind van tien jaar moest hij van school om zijn vader te helpen op het landgoed. Maar dat gaf hem ook gelegenheid voor de bestudering van de vogels uit de omgeving.
In 1815 verscheen zijn eerste boek over het opzetten van dieren. Later maakte hij kopergravures voor het boek Naturgeschichte der Vögel Deutschlands. Eigenlijk was dit boek geheel zijn eigen werk, maar als eerbetoon aan zijn vader werd laatstgenoemde de eerste auteur van dit boek.  
In 1821 verkocht hij zijn hele verzameling opgezette vogels aan Ferdinand Frederik van Anhalt-Köthen, die de collectie onderbracht op zijn slot. Naumann werd benoemd tot conservator van deze collectie en na 1835 was deze collectie voor het publiek te zien. In 2013 is dat het Naumann-Museum in Köthen.
Naumann ging daarna door met het verzamelen zodat de collectie aan het eind van zijn leven  1280 door hem verzamelde  specimens bevatte. In 1850 werd mede door hem in Leipzig de Deutsche Ornithologen-Gesellschaft opgericht, met eerst als officieel orgaan Rhea, dat slechts twee maal verscheen. Inmiddels werd Naumann ernstig gehinderd door een oogziekte en kon niet verder werken. Hij stierf in 1857. Het tijdschrift heette daarna Naumannia. Overigens waren er tussen 1850 en 1870 tal van conflicten binnen de vereniging over de leiding en over welk tijdschrift het officiële orgaan zou worden.

## Zijn werk
Vier vogelsoorten en een genus (Acrocephalus) zijn door hem beschreven, daarnaast beschreef hij enkele ondersoorten.
Er zijn 2 vogelsoorten naar Naumann genoemd:
- Kleine torenvalk (Falco naumanni)
- Naumanns lijster (Turdus naumanni)

### Publicaties
- Taxidermie oder die Lehre, Thiere aller Klassen am einfachsten und zweckmäßigsten für Kabinette auszustopfen und aufzubewahren. Hemmerde & Schwetschke, Halle 1815.
- J.A.Naumann & J. F. Naumann: Naturgeschichte der Vögel Deutschlands. Nach eigenen Erfahrungen entworfen. Fleischer, Leipzig 1822-1866, Band 1-13 (Grundlagenwerk der modernen Ornithologie).
- Die Naturgeschichte der Vögel Mitteleuropas. Hrsg. 1897-1905.
- Die Vögel Mitteleuropas, Frankfurt am Main 2009, ISBN 978-3-8218-6223-1

- Bibsys: 90628139
- Bibliothèque nationale de France: cb12844697g (data)
- CiNii: DA03748912
- Stuttgart Database of Scientific Illustrators 1450–1950: 5361
- Gemeinsame Normdatei: 118785761
- International Standard Name Identifier: 0000 0001 0962 749X
- Library of Congress Control Number: n85816572
- Nationale Bibliotheek van Letland: 000299287
- Nationale Bibliotheek van Tsjechië: xx0186440
- Nationale Bibliotheek van Israël: 987008575577705171
- Nationale Bibliotheek van Polen: a0000002629472
- Nationale en Universitaire bibliotheek Zagreb: 000094469
- Nederlandse Thesaurus van Auteursnamen: 069299218
- RKD-Nederlands Instituut voor Kunstgeschiedenis: 427399
- Istituto Centrale per il Catalogo Unico: TSAV023040
- LIBRIS: 346944
- Système universitaire de documentation: 131262807
- Virtual International Authority File: 30332963
- WorldCat: E39PBJyrQhWWpbfyhDC3th34v3